# 오도미역
오도미역(일본어: 大富駅)은 일본 오카야마현 세토우치시에 위치한 서일본 여객철도 아코 선의 철도역이다. 단선 승강장 1면 1선의 구조를 갖춘 지상역이다.

## 이용 현황
| 승차 인원 추이 | 승차 인원 추이 |
| 연도           | 1일 평균       |
| -------------- | -------------- |
| 1999           | 164            |
| 2000           | 147            |
| 2001           | 147            |
| 2002           | 149            |
| 2003           | 157            |
| 2004           | 146            |
| 2005           | 151            |
| 2006           | 145            |
| 2007           | 146            |
| 2008           | 145            |
| 2009           | 152            |
| 2010           | 167            |
| 2011           | 182            |
| 2012           | 194            |
| 2013           | 207            |
| 2014           | 199            |

## 역 주변
- 세토우치 시립 이마조 소학교

## 역사
- 1962년 9월 1일 : 아코 선의 인베 - 히가시오카야마 간 연장에 의해 개업.
- 1987년 4월 1일 : 일본국유철도 분할 민영화에 의해, 서일본 여객철도가 승계.
- 2007년 7월 27일 : ICOCA 대응의 간이형 자동개찰기 설치.

## 인접 역
| 서일본 여객철도 아코 선 | 서일본 여객철도 아코 선 | 서일본 여객철도 아코 선  |
| ----------------------- | ----------------------- | ------------------------ |
| 오쿠 아이오이 방면      | ■ 아코 선               | 사이다이지 오카야마 방면 |